# Celia Dropkin
Celia Dropkin (ur. 5 grudnia 1887 w Bobrujsku, zm. 18 sierpnia 1956) – poetka i pisarka z XX wieku tworząca w języku jidysz.

## Życiorys
Dropkin (Tsylie Levine) urodziła się 5 grudnia, 1887 w Bobrujsku, mieście należącym wtedy do zaboru rosyjskiego, w zasymilowanej żydowskiej rodzinie. Ojciec Celii, leśniczy Yoysef-Yona Levine, zmarł na gruźlicę, gdy miała ona zaledwie kilka lat. Celia wraz z jej matką i siostrą zostały przygarnięte przez bogatych krewnych. Do ósmego roku życia była uczennicą rebbetzin (żona rabina), u której otrzymywała tradycyjne wykształcenie, a następnie uczęszczała do lokalnego gimnazjum i do liceum w mieście sąsiednim. Po ukończeniu szkoły średniej przez krótki okres była nauczycielką w Warszawie. Następnie wyjechała do Kijowa, aby kontynuować naukę, tam też poznała Uriego Nissana Gnessina, jednego z najwybitniejszych żydowskich pisarzy literatury nowohebrajskiej. Ich przyjaźń miała ogromny wpływ na twórczość Celii, gdyż to właśnie on zachęcał ją do pisania. Wraz z Gnessinem, Celia udała się ponownie do Warszawy i tam mieszkała przez kilka miesięcy, a w styczniu 1909 powróciła do rodzimego miasta i wyszła za mąż za Samuela Dropkina, aktywnego działacza Bundu, związku robotniczego działającego na Litwie, w Polsce i w Rosji. W 1910 Samuel z powodu działalności politycznej zmuszony został opuścić kraj. Wyjechał do Stanów Zjednoczonych a Celia i ich pierwszy syn dołączyli do niego dwa lata później. W Nowym Jorku, Celia Dropkin urodziła pięcioro innych dzieci. Jedna córka, Tamara, zmarła w 1924 lub 1925 roku, jako niemowlę. Jej ocalałe dzieci to John (ur. 1910), Esther (ur. 1913), Lillian (ur. 1917), Henry (ur. 1921) i Eva (ur. 1926). Podczas wielkiego kryzysu rodzina Dropkin niejednokrotnie przemieszczała się w poszukiwaniu pracy. Żyli przez kilka lat w stanie Wirginia, a później w Massachusetts, a do Nowego Jorku powrócili pod koniec 1930. W 1943 umarł Samuel i od tego momentu Celia porzuciła pisanie i zaczęła zajmować się malarstwem, jej obrazy wygrały kilka konkursów amatorskich. Celia Dropkin zmarła na raka w 1956 i została pochowana na cmentarzu Mount Lebanon Cemetery.

## Twórczość
Celia Dropkin jest jedną z najbardziej kontrowersyjnych poetek kultury żydowskiej XX wieku. Rozpoznawana jest głównie za jej wiersze poruszające takie tematy jak seks, miłość czy śmierć. Tematy które w kulturze żydowskiej w większości są tematami tabu. Dropkin jednak odważnie opisuje kobiecą cielesność, relacje między kobietą a mężczyzna oraz role kobiety w intymnej sferze życia. W wierszach kobieta przestaje być cichą istotą zamkniętą w zasadach obyczajowych społeczeństwa, w którym się znajduje oraz ograniczoną oczekiwaniami jakie to społeczeństwo ma wobec niej; jest zatem ukazana jako aktywny element życia seksualnego i może ona ukrywać w sobie odważnie i erotyczne marzenia, pragnienia i fantazje.
Twórczość Celii Dropkin nie ograniczała się jednak jedynie do sfery seksualności i intymności. Wiele z jej wierszy opisywało naturę, miejsca które odwiedziła, a także jej dzieciństwo. W Nowym Jorku jej twórczość znacznie ewoluowała. Zaczęła obracać się w nowojorskich kręgach pisarzy jidysz i zaczęła cieszyć się coraz większym uznaniem. Dropkin początkowo pisała wiersze jedynie w języku rosyjskim, w 1917 roku niektóre z jej wierzy zostały przetłumaczone na język jidysz, w tym „The Kiss”, które Gnessin przetłumaczył na język hebrajski. Jej pierwsze publikacje, pojawiły się w Di Naye Velt i Inzikh (1920). Przez okres między 1920 a 1930, wiersze Dropkin pojawiały się także w innych publikacjach awangardowych żydowskich ruchów literackich takich jak Yunge i Introspectivists: Onheyb, Poezye i Shriftn. Do pisania zachęcali ją także bardziej uznani pisarze jidysz, tacy jak Avraham Liessin, redaktor Cukunft. Jej twórczość zaczęła być rozpoznawana w Nowym Jorku, ale nie tylko, gdyż jej wiersze, historie i piosenki znane są również w innych częściach świata. Pomimo tego, za jej życia został wydany tylko jeden tom z jej wybranymi wierszami In Heysn Vin (W gorącym wietrze), który ukazał się w roku 1935.